# Wollogorang
Wollogorang är en flygplats i Australien. Den ligger i kommunen Roper Gulf och territoriet Northern Territory, omkring 930 kilometer sydost om territoriets huvudstad Darwin.
Trakten runt Wollogorang är nära nog obefolkad, med mindre än två invånare per kvadratkilometer.. Det finns inga samhällen i närheten. 
Omgivningarna runt Wollogorang är huvudsakligen savann. Genomsnittlig årsnederbörd är 1 034 millimeter. Den regnigaste månaden är januari, med i genomsnitt 352 mm nederbörd, och den torraste är augusti, med 1 mm nederbörd.